# Daisy (anuncio)
"Daisy", a veces conocida como "Daisy Girl" o "Peace, Little Girl", fue un controvertido anuncio político transmitido por televisión durante las elecciones presidenciales de Estados Unidos de 1964 por la campaña del presidente Lyndon B. Johnson. Aunque solo se emitió oficialmente una vez para la campaña, se considera que es un factor importante en la aplastante victoria obtenida por Johnson sobre Barry Goldwater, y un importante punto de inflexión en la historia política y publicitaria. Sigue siendo considerado uno de los anuncios políticos más controvertidos jamás realizados.

## Sinopsis
El anuncio comienza con una niña (Monique M. Corzilius, de tres años) parada en un prado con pájaros cantando, recogiendo los pétalos de una margarita mientras cuenta cada uno, repitiendo algunos números y contando algunos en el orden incorrecto. Después de llegar al "nueve", hace una pausa, como si tratara de recordar el siguiente número, y luego se escucha una voz masculina que dice "diez", dando comienzo a una cuenta regresiva de lanzamiento de misiles. Aparentemente en respuesta a la cuenta regresiva, la niña gira la cabeza hacia un punto fuera de la pantalla y luego la escena se congela. A medida que continúa la cuenta regresiva, un zoom del video se enfoca en el ojo derecho de la niña hasta que su pupila llena la pantalla, eventualmente oscureciéndola cuando la cuenta regresiva llega a cero simultáneamente. La oscuridad es reemplazada instantáneamente por el destello brillante y el sonido atronador de una explosión nuclear, con imágenes de video de una detonación similar en apariencia a la prueba Trinity de explosión cercana a la superficie de 1945. La escena luego se corta a imágenes de una nube en forma de hongo y luego a un corte final de una sección de primer plano ralentizada de la incandescencia en la explosión nuclear.
Una voz en off de Johnson se reproduce sobre las tres piezas de detonación nuclear, afirmando enfáticamente: "Esto es lo que está en juego. Hacer un mundo en el que todos los hijos de Dios puedan vivir, o ir a la oscuridad. O debemos amarnos los unos a los otros, o debemos morir". Al final de la voz en off, el metraje de la explosión se reemplaza por letras blancas en una pantalla negra, con otra voz en off (el comentarista deportivo Chris Schenkel) que lee las palabras en la pantalla "Vote por el presidente Johnson el 3 de noviembre", y agrega: "Hay demasiado en juego para que te quedes en casa".
Aunque se considera un anuncio negativo contra el oponente de Johnson, Barry Goldwater, Goldwater nunca se menciona en el anuncio.

## Antecedentes
En las elecciones de 1964, el republicano Barry Goldwater hizo campaña con un mensaje de derecha de recortar los programas sociales y emprender una acción militar agresiva. La campaña de Goldwater sugirió la voluntad de usar armas nucleares en situaciones en las que otros lo encontrarían inaceptable, algo que Johnson buscó capitalizar. Por ejemplo, Johnson usó los discursos de Goldwater para dar a entender que voluntariamente libraría una guerra nuclear, citando a Goldwater: "con un acto impulsivo se puede presionar un botón y eliminar a 300 millones de personas antes de la puesta del sol". A su vez, Goldwater se defendió acusando a Johnson de hacer la acusación de forma indirecta y alegando que los medios de comunicación exageraron el tema. Si bien Johnson deseaba reducir la escalada de la guerra de Vietnam, Goldwater lo apoyó e incluso sugirió el uso de armas nucleares si era necesario.
El anuncio de ataque fue diseñado para capitalizar estos comentarios. No fue el único anuncio desarrollado en este momento, aunque es el más recordado. Uno se titulaba "Niña con cono de helado" y también hablaba del riesgo de proliferación nuclear. Otro fue llamado "KKK para Goldwater", y retrató a Goldwater como racista, al señalar que el líder del KKK de Alabama, Robert Creel, lo apoyaba, y en "Confesiones de un republicano" también señaló sus vínculos con el KKK. Otro anuncio notable de la campaña de Johnson, "Eastern Seaboard", apuntó a la declaración realizada por Goldwater: "A veces pienso que este país estaría mejor si pudiéramos cortar la costa este y dejarlo flotar en el mar". Bob Mann, autor de Daisy Petals and Mushroom Clouds: LBJ, Barry Goldwater y el anuncio que cambió la política estadounidense, escribió: "si no fuera por el anuncio de 'Daisy Girl', 'Eastern Seaboard' podría considerarse hoy el anuncio de ataque presidencial más eficaz."

## Creación
El anuncio de Daisy fue creado por una asociación entre la agencia de publicidad Doyle Dane Bernbach (DDB) y Tony Schwartz, un diseñador de sonido y consultor de medios a quien contrataron para trabajar en el proyecto. El equipo de DDB estaba formado por el director de arte Sid Myers, el productor Aaron Ehrlich, el redactor senior Stan Lee y el redactor junior Gene Case. El concepto, que utiliza el conteo de la niña que conduce a la cuenta atrás de una plataforma de lanzamiento y finalmente a una explosión nuclear, es de Schwartz; lo había utilizado dos años antes en un anuncio de servicio público antinuclear que creó para las Naciones Unidas. El casting y la filmación fueron realizados por DDB sin Schwartz. El crédito por los elementos visuales del anuncio está en disputa, y tanto Schwartz como el equipo de DDB reclaman el crédito.

## Difusión e impacto
"Daisy" se emitió solo una vez, durante una transmisión televisiva del 7 de septiembre de 1964 de David and Bathsheba en The NBC Monday Movie. La campaña de Johnson fue ampliamente criticada por utilizar la perspectiva de una guerra nuclear, así como por la implicación de que Goldwater iniciaría una, para asustar a los votantes. El senador Thruston B. Morton (R-Ky) le dijo al Senado el 16 de septiembre que el Comité Nacional Demócrata estaba poniendo en la televisión "falsedades inspiradas por el pánico" y que el presidente Johnson debía asumir la responsabilidad por ellas, y agregó que el anuncio tenía como objetivo "asustar el ingenio de los niños con el fin de que generen presión a sus padres". El anuncio fue retirado de inmediato, pero fue tan llamativo que terminó apareciendo en las noticias nocturnas y en los programas de conversación en su totalidad. Jack Valenti, quien se desempeñó como asistente especial de Johnson, sugirió más tarde que retirar el anuncio fue un movimiento calculado, argumentando que se "mostró cierta valentía por parte de la campaña de Johnson para retirar el anuncio". La línea de Johnson "Debemos amarnos unos a otros, o debemos morir" se hace eco del poema de W. H. Auden "1 de septiembre de 1939" en el que la línea 88 dice: "Debemos amarnos los unos a los otros o morir". Las palabras "niños" y "la oscuridad" también aparecen en el poema de Auden.
La mayoría de Johnson en las elecciones de 1964 fue la mayor desde la reelección prácticamente indiscutible de 1820 de James Monroe.
Desde entonces el anuncio se ha utilizado o se ha hecho referencia a él en varias campañas políticas. En 1984, la infructuosa campaña presidencial de Walter Mondale utilizó anuncios con un tema similar a "Daisy". Los anuncios de Mondale se intercalan entre imágenes de niños e imágenes de misiles balísticos y explosiones nucleares, sobre la canción "Teach Your Children", de Crosby, Stills, Nash & Young.  En 1996, la infructuosa campaña presidencial de Bob Dole utilizó un breve fragmento de "Daisy" en su anuncio "The Threat". Durante las elecciones federales australianas de 2007, los Verdes australianos volvieron a recrear el anuncio de "Daisy" para su campaña con una niña llamada Hannah Byrne. El anuncio también fue nuevamente realizado en 2010 por American Values Network y tenía como objetivo que los votantes pidieran a sus senadores que ratificaran el programa New START. En 2016, Hillary Clinton reclutó a la niña Daisy original para participar en una secuela del anuncio utilizado en su infructuosa campaña contra Donald Trump.
Otra actriz infantil, Birgitte Olsen, afirmó erróneamente que ella era la actriz infantil en el comercial y ha mantenido esa posición durante años.